# Клюзивність
У мовознавстві, клюзивність — це граматичне розрізнення між інклюзивними та ексклюзивними займенниками першої особи. Також згадується, як «інклюзивне 'ми'», «ексклюзивне 'ми'». Інклюзивне 'ми' охоплює співрозмовника, а ексклюзивне 'ми', навпаки, виключає його. Тобто, обидва 'ми' буквально перекладаються як 'ми', але інклюзивне означає «Я, ти, і можливо ще хтось», а ексклюзивне — «Я та ще хтось, але не ти». В теорії, це розрізнення може існувати й в інших особах, зокрема в другій («ви» або «ви та вони»), але існування такої клюзивності сумнівне та погано документоване. Клюзивності немає в українській мові, проте вона існує в різних мовах по всьому світу.
Перший опублікований опис граматичної інклюзивності-ексклюзивності лінгвістом з Європи було зроблено у 1560 Домінго де Санто Томасом у його описі мов Перу у творі «Grammatica o arte de la lengua general de los indios de los Reynos del Perú», виданому у Вальядоліді, що в Іспанії.

## Схематична парадигма

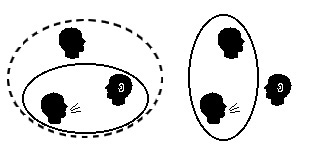
Охоплення: Інклюзивна форма (зліва) та ексклюзивна (справа)

Категорії клюзивності можна підсумувати таблицею:
|                        |     | Чи охоплюється співрозмовник?     | Чи охоплюється співрозмовник?            |
| Так                    | Ні  |                                   |                                          |
| ---------------------- | --- | --------------------------------- | ---------------------------------------- |
| Чи охоплюється мовець? | Так | Інклюзивне 'ми' (Я, ти, ще хтось) | Екслюзивне 'ми' (Я, ще хтось, але не ти) |
| Чи охоплюється мовець? | Ні  | Ви                                | Вони                                     |

## Морфологія
У деяких мовах, три займенники першої особи між собою лексично не пов'язані. Наприклад, у чеченській є займенник першої особи однини 'со', ексклюзивний 'тхо', та інклюзивний 'вай'. У деяких інших мовах, усі три займенники пов'язані та складаються з простих слів: наприклад, у мові Ток-пісін, англійській креольській мові, котрою говорять у Папуа-Новій Гвінеї, є займенник однини 'mi', ексклюзивний 'mi-pela' та інклюзивний 'yu-mi' (поєднанні 'mi' (я) та 'yu' (ти)) або yu-mi-pela. Є випадки, коли лиш один із двох займенників першої особи множини пов'язаний із займенником однини. У деяких діалектах мандаринської (китайської), інклюзивний або ексклюзивний 我們／我们 wǒmen — множинна форма займенника однини 我 wǒ (я), а інклюзивний 咱們／咱们 zánmen має інший корінь.
Не виключені випадки, коли різні слова на позначення займенника першої особи однини (я) у своїх формах множини відрізняються клюзивністю. У в'єтнамській, розмовне 'я' (ta) у множині стає інклюзивним 'ми' (chúng ta), а формальне 'я' (tôi) у множині стає ексклюзивним 'ми' (chúng tôi). У самоанській, форма однини від ексклюзивного 'ми' є загальновживаним словом для 'я', а форма однини від інклюзивного 'ми' також може зустрічатися сама по собі, і тоді також означає 'я', але з відтінком звернення або прохання.
У мові кунама, якою говорять в Еритреї, клюзивне розрізнення першої особи позначається у двоїнній та множинній формі дієслів, в особових та присвійних займенниках

## Розрізнення у дієсловах
У мовах, де дієслово відмінюється за особою, також можливе відмінювання з урахуванням клюзивності. У тубільних мовах Австралії та Північної Америки, клюзивне розрізнення позначається і в дієсловах. Наприклад, у мові пассамакводі, фраза «Я/ми маємо» перекладається так: Однина: n-tíhin (префікс першої особи n-)
Ексклюзивна множина: n-tíhin-èn (префікс першої особи n- + суфікс множини -èn)
Інклюзивна множина: k-tíhin-èn (префікс інклюзивності k- + суфікс множини -èn)
Проте, наприклад, у тамільській мові, з ексклюзивним та інклюзивним займенником, дієслово відмінюється однаково.

## Клюзивність першої особи
Клюзивність першої особи поширена у дравідійських, картвельських та північнокавказьких мовах, в австралійських та австронезійських мовах, а також у мовах східної, південної, південнозахідної Азії, тубільних мовах Америки, та в деяких креольських мовах. Це розрізнення також існує в деяких африканських мовах, наприклад, у фула. У європейських мовах (крім кавказьких), такого розрізнення у граматиці немає.

## Клюзивність другої особи
В теорії, клюзивність другої особи має існувати, але її існування не підтверджено. Клюзивність другої особи концептуально не є складною для розуміння, але попри це є дуже рідкісною, якщо взагалі існує, на відміну від клюзивності однини. Гіпотетична клюзивність другої особи могла б розрізняти інклюзивне 'ви' (всі ви, з ким я розмовляю) та ексклюзивне 'ви' (ти/ви, та хтось інший). У літературі зустрічаються назви «2+2» і «2+3» відповідно стосовно цих форм, де числа позначають згадувані особи.
Деякі видні лінгвісти, як-от Бернард Комрі, засвідчували, що клюзивність другої особи існує, але є майже вимерлою, а інші, як-от Джон Хендерсон, вважають, що клюзивне розрізнення у другій особі надто важке для розуміння. Більшість інших лінгвістів вважають, що вона може існувати, але її існування не доведене. Хорст Дж. Саймон провів глибокий аналіз клюзивності другої особи у своїй статті 2005 року. Він дійшов висновку, що чутки про існування такої клюзивності, або навіть якогось іншого ексклюзивного займенника крім ексклюзивного 'ми' — є безґрунтовними, та виникли через помилковий аналіз інформації.

## Поширення клюзивності
Клюзивність існує майже в усіх австронезійських мовах та мовах північної Австралії, але рідко в папуаських мовах. (Англо-меланезійська креольська мова ток-пісін має клюзивне розрізнення, але деякі мовці, в залежності від походження, можуть його не використовувати). Клюзивність поширена в Індії, у дравідійських мовах та мовах мунда, а також у деяких місцевих індоєвропейських мовах: орія, маратхі, раджастхані, пенджабській, деккані та гуджараті (які або запозичили це розрізнення з дравідійської, або зберегли його як субстрат, після того, як дравідійською було витіснено). Також клюзивність існує в мовах східного Сибіру, зокрема у тунгусо-маньчжурських, а також у північних діалектах мандаринської. У тубільних мовах Америки, клюзивність засвідчена приблизно в половині мов, без явних географічних або генеалогічних закономірностей. Також вона є у кількох кавказьких мовах та мовах субсахарської Африки (фульфульде, нама).
Звісно, майже в будь-якій формі можна семантично передати клюзивність, у багатьох мовах є фрази, що уточнюють займенник першої особи (В англійській «the rest of us», італійській — noialtri). Проте мова, яка має граматичне клюзивне розрізнення, за замовчуванням не має особового займенника множини першої особи із невизначеною клюзивністю, тобто мовці зобов'язувані уточнювати клюзивність формою займенника чи іншим відмінюванням. Втім, клюзивність все одно дуже поширена. Деякі з мов, що мають різні множини, можуть мати клюзивне розділення, наприклад, тільки у двоїні, але не в множині. У наведеній таблиці перелічено переважно стандартні форми множини.
| Мова                            | Інклюзивна форма                                  | Ексклюзивна форма                                 | Споріднені з одниною | Примітки | Сім'я мов               |
| ------------------------------- | ------------------------------------------------- | ------------------------------------------------- | -------------------- | -------- | ----------------------- |
| Айнська                         | a-/an-                                            | ci-                                               | ??                   |          | ізольована              |
| Американська жестова мова (ASL) |                                                   |                                                   | Ексклюзивна множина  |          | Французька жестова мова |
| Оджибве                         | giinwi                                            | niinwi                                            | Обидві               |          | Алгонкінські            |
| Апма                            | kidi                                              | gema                                              | Жодна                |          | Австронезійські         |
| Аймара                          | jiwasa                                            | naya                                              | Ексклюзивна          |          | Аймарські               |
| Бікольська                      | kita                                              | kami                                              | Жодна                |          | Австронезійські         |
| Біслама                         | yumi                                              | mifala                                            | Обидві               |          | Англійські креольські   |
| Себуано                         | kita                                              | kami                                              | Жодна                |          | Австронезійські         |
| Чеченська                       | vai                                               | txo                                               | Жодна                |          | Нахсько-дагестанські    |
| Черокі                          | ᎢᏂ (ini- (двоїна)), ᎢᏗ (idi- (множина))           | ᎣᏍᏗ (osdi- (двоїна)), ᎣᏥ (oji- (множина))         | Жодна                |          | Ірокезькі               |
| Рівнинна крі                    | ᑭᔮᓇᐤ (kiyānaw)                                    | ᓂᔭᓈᐣ (niyanān)                                    | Обидві               |          | Алгонкінські            |
| Мус-крі                         | ᑮᓛᓈᐤ (kîlânâw)                                    | ᓃᓛᐣ (nîlân)                                       | Обидві               |          | Алгонкінські            |
| Болотна крі                     | ᑮᓈᓇᐤ (kīnānaw)                                    | ᓃᓇᓈᐣ (nīnanān)                                    | Обидві               |          | Алгонкінські            |
| Лісна крі                       | ᑮᖭᓇᐤ (kīthānaw)                                   | ᓂᖬᓈᐣ (nīthanān)                                   | Обидві               |          | Алгонкінські            |
| Деккані                         | apan اپن                                          | ham ہم                                            |                      |          | Індоєвропейські         |
| Даурська                        | baa                                               | biede                                             | ??                   |          | Монгольські             |
| Евенська                        | mit                                               | bū                                                | ??                   |          | Тунгусо-маньчжурські    |
| Фіджійська                      | kedatou†                                          | keitou                                            |                      |          | Австронезійські         |
| Фульфульде                      | 𞤫𞤲 (en), 𞤫𞤯𞤫𞤲 (eɗen)                              | 𞤥𞤭𞤲 (min), 𞤥𞤭𞤯𞤫𞤲 (miɗen)                          | Ексклюзивна (?)      |          | Ніґеро-конґолезькі      |
| Гуарані                         | ñande                                             | ore                                               | Жодна                |          | Тупі-гуарані            |
| Гуджараті                       | આપણે /aˑpəɳ(eˑ)/                                   | અમે /əmeˑ/                                         | Ексклюзивна          |          | Індоєвропейські         |
| Хадза                           | onebee                                            | ôbee                                              | Інклюзивна           |          | ізольована              |
| Гавайська                       | kāua (двоїна); kākou (множина)                    | māua (двоїна); mākou (множина)                    | Жодна                |          | Австронезійські         |
| Ілокано                         | datayó, sitayó                                    | dakamí, sikamí                                    | Жодна                |          | Австронезійські         |
| Жуц'оан                         | mtsá (двоїна); m, mǃá (множина)                   | ètsá (двоїна); è, èǃá (множина)                   | Жодна                |          | Ка                      |
| Капампанган                     | ikatamu                                           | ikami                                             | Жодна                |          | Австронезійські         |
| Австралійська креольська        | yunmi                                             | melabat                                           | Ексклюзивна          |          | Англійські креольські   |
| Лакота                          | uŋ(k)-                                            | uŋ(k)- … -pi                                      | Жодна                |          | Сіуанські               |
| Ложбан                          | mi'o                                              | mi'a/mi                                           | Обидві               |          | Штучна мова             |
| Магінданао                      | sekitanu                                          | sekami                                            | Жодна                |          | Австронезійські         |
| Малагасійська                   | Isika                                             | Izahay                                            | –                    |          | Австронезійські         |
| Маньчжурська                    | muse                                              | be                                                | Ексклюзивна          |          | Тунгусо-маньчжурські    |
| Малайська                       | kita                                              | kami                                              | Жодна                |          | Австронезійські         |
| Малаялам                        | നമ്മൾ (nammaḷ)                                     | ഞങ്ങൾ (ñaṅṅaḷ)                                     | Ексклюзивна          |          | Дравідійські            |
| Мандаринська                    | 咱們 / 咱们 (zánmen)                              | 我們 / 我们 (wǒmen)                               | Ексклюзивна          |          | Сино-тибетські          |
| Маорі                           | tāua (двоїна); tātou (множина)                    | māua (двоїна); mātou (множина)                    | Жодна                |          | Австронезійські         |
| Маратхі                         | आपण /aˑpəɳ/                                       | आम्ही /aˑmʱiˑ/                                      | Ексклюзивна          |          | Індоєвропейські         |
| Марварі                         | /aˑpãˑ/                                           | /mɦẽˑ/                                            | Ексклюзивна          |          | Індоєвропейські         |
| Південномінська                 | 咱 (lán)                                          | 阮 (goán/gún)                                     | Ексклюзивна          |          | Сино-тибетські          |
| Неварська                       | Jhi: sa: n (झि:सं:)                                 | Jim sa: n (जिम् सं:)                                 |                      |          | Сино-тибетські          |
| Понпейська                      | kitail (множина), kita (двоїна)                   | kiht (саме по собі), se (як підмет)               |                      |          | Австронезійські         |
| Потаватомі                      | ginan, g- -men (коротка форма), gde- -men (довга) | ninan, n- -men (коротка форма), nde- -men (довга) | ??                   |          | Алгонкінські            |
| Пенджабська                     | ਆਪਾਂ (apan)                                         | ਅਸੀਂ (asin)                                         |                      |          | Індоєвропейські         |
| Мови кечуа                      | ñuqanchik                                         | ñuqayku                                           | Обидві               |          | Кечуа                   |
| Шауні                           | kiilawe                                           | niilawe                                           | Ексклюзивна          |          | Алґські                 |
| Тагалог                         | táyo                                              | kamí                                              | Жодна                |          | Австронезійські         |
| Таусуг                          | kitaniyu                                          | kami                                              | ??                   |          | Австронезійські         |
| Тамільська                      | நாம் (nām)                                          | நாங்கள் (nāṅkaḷ)                                     | Ексклюзивна          |          | Дравідійські            |
| Телугу                          | మనము (manamu)                                      | మేము (memu)                                         | Ексклюзивна          |          | Дравідійські            |
| Тетум                           | ita                                               | ami                                               | Жодна                |          | Австронезійські         |
| Ток-пісін                       | yumipela                                          | mipela                                            | Ексклюзивна          |          | Англійські креольські   |
| Тупі                            | îandé                                             | oré                                               | Інклюзивна           |          | Тупі-гуарані            |
| Тулу                            | nama                                              | yenkul                                            |                      |          | Дравідійські            |
| Удмуртська                      | асьмеос;ваньмы («всі ми разом»)                   | mi (ми)                                           | Ексклюзивна          |          | Пермські                |
| В'єтнамська                     | chúng ta                                          | chúng tôi                                         | Ексклюзивна          |          | Австроазійські          |